# Ilha dos Amores
Ilha dos Amores, también conocida como «Ilha do Castelo»  (en español: Isla de los Amores, Isla del Castillo), es una isla fluvial portuguesa que se ubica en el río Miño (Rio Minho) a la altura de Requeijo, en la freguesia de Gondarem de Vila Nova de Cerveira, en el Distrito de Viana do Castelo.
Es una pequeña isla de unos 400 m de longitud y 100 m de ancho, resultante de la acumulación de sedimentos arrastrados por el río, y su posterior cobertura de vegetación. La isla está casi completamente revestida por diversas especies de árboles (alisos, sauces y acacias).